# Bruno Nicolai
Bruno Nicolai (né le 20 mai 1926 à Rome et mort dans la même ville le 16 août 1991) est un compositeur de musiques de films, chef d'orchestre, et éditeur musical italien.

## Biographie
Bruno Nicolai étudie le piano (avec Aldo Mantia), l'orgue et la composition (avec Goffredo Petrassi) au conservatoire de l'Académie nationale de Sainte-Cécile à Rome, où il se lie d'amitié avec Ennio Morricone, amitié également professionnelle, voyant parfois Nicolai conduire voire coécrire des musiques de films avec Morricone.
Il est actif surtout des années 1960 aux années 1980. Parmi de multiples œuvres, Nicolai créa beaucoup de musiques pour des westerns spaghetti et des films giallo de Jess Franco.

## Filmographie

### Cinéma
- 1951 : Le Naufragé du Pacifique (Il naufrago del Pacifico) de Jeff Musso

#### Années 1960
- 1961 : Eco nel villaggio, court-métrage de Themistocles Hoetis (sous le pseudo de George Paul Solomos)
- 1962 : Chi è di scena, court-métrage de Mauro Severino
- 1964 : Le Monde sans voiles (it) (Il pelo nel mondo) d'Antonio Margheriti et Marco Vicario (sous le pseudo de Renato Marvi)
- 1964 : Roméo et Juliette (Giulietta e Romeo) de Riccardo Freda
- 1965 : Cent Mille Dollars pour Ringo (100.000 dollari per Ringo) d'Alberto De Martino
- 1966 : K.O. va e uccidi de Carlo Ferrero
- 1966 : Espionnage à Capetown (Upperseven, l'uomo da uccidere) d'Alberto De Martino
- 1966 : Très honorable correspondant (Kiss Kiss...Bang Bang) de Duccio Tessari
- 1966 : L'Affaire Lady Chaplin (Missione speciale Lady Chaplin)' d'Alberto De Martino et Sergio Grieco (as Terence Hathaway)
- 1966 : Django tire le premier (Django spara per primo) d'Alberto De Martino
- 1966 : Il Natale che quasi non fu de Rossano Brazzi
- 1966 : El Cisco de Sergio Bergonzelli
- 1967 : De la gloire à l'enfer (Dalle Ardenne all'inferno) d'Alberto De Martino
- 1967 : Le Tigre sort sans sa mère (Da Berlino l'apocalisse) de Mario Maffei
- 1967 : Opération frère cadet (OK Connery) d'Alberto De Martino
- 1967 : Opération Re Mida (Lucky, el intrépido) de Jesús Franco
- 1967 : Furie au Missouri (I giorni della violenza) d'Alfonso Brescia
- 1967 : Gentleman Killer (Gentleman Jo... uccidi) de Giorgio Stegani (as George Finley)
- 1968 : Fenomenal e il tesoro di Tutankamen de Ruggero Deodato (as Roger Rockefeller)
- 1968 : Saludos, hombre (Corri uomo corri) de Sergio Sollima
- 1968 : Il mercenario de Sergio Corbucci
- 1968 : Les Brûlantes (99 mujeres) de Jesús Franco
- 1968 : Giugno '44 - Sbarcheremo in Normandia de León Klimovsky (sous le pseudo de Henry Mankiewicz)
- 1968 : Roma come Chicago d'Alberto De Martino
- 1968 : Les Mercenaires de la violence (Die grosse Treibjagd) de Mel Welles (as Dieter Müller)
- 1969 : L'amour dans les prisons des femmes (Der heiße Tod - 99 Women) de Jesús Franco
- 1969 : Les Deux beautés (Marquis de Sade: Justine) (Justine ovvero le disavventure della virtù) de Jesús Franco
- 1969 : L'Ouest en feu (Land Raiders) de Nathan H. Juran
- 1969 : Perversion (Femmine insaziabili) d'Alberto De Martino
- 1969 : Flashback de Raffaele Andreassi
- 1969 : Sept hommes pour Tobrouk (La battaglia del deserto) de Mino Loy
- 1969 : Liebesvögel de Mario Caiano
- 1969 : Zenabel de Ruggero Deodato

#### Années 1970
- 1970 : Arizona se déchaîne (Arizona si scatenò... e li fece fuori tutti) de Sergio Martino
- 1970 : Bonnes funérailles, amis, Sartana paiera (Buon funerale, amigos!... paga Sartana) de Giuliano Carnimeo
- 1970 : Une traînée de poudre, les pistoleros arrivent (Una nuvola di polvere... un grido di morte... arriva Sartana) de Giuliano Carnimeo
- 1970 : Les Nuits de Dracula (Nachts, wenn Dracula erwacht) de Jesús Franco
- 1970 : Les Inassouvies (Philosophy in the Boudoir) de Jesús Franco
- 1970 : Compañeros de Sergio Corbucci
- 1971 : Paul et Françoise (Paolo e Francesca) de Gianni Vernuccio
- 1971 : Adios Sabata (Indio Black, sai che ti dico : Sei un gran figlio di...) de Gianfranco Parolini
- 1971 : L'Appel de la chair (La notte che Evelyn uscì dalla tomba) d'Emilio Miraglia
- 1971 : Quand les colts fument... on l'appelle Cimetière (Gli fumavano le Colt... lo chiamavano Camposanto) de Giuliano Carnimeo
- 1971 : La Queue du scorpion (La coda dello scorpione) de Sergio Martino
- 1972 : Meurtre dans la 17e avenue (Casa d'appuntamento) de Ferdinando Merighi
- 1972 : Toutes les couleurs du vice (Tutti i colori del buio) de Sergio Martino
- 1972 : Les Rendez-vous de Satan (Perché quelle strane gocce di sangue sul corpo di Jennifer?) de Giuliano Carnimeo
- 1972 : 3 filles nues dans l'île de Robinson (Robinson und seine wilden Sklavinnen) de Jesús Franco
- 1972 : Dracula, prisonnier de Frankenstein (Drácula contra el Dr Frankenstein) de Jesús Franco
- 1972 : Je signe avec du plomb... Garringo (Una bala marcada) de Juan Bosch Palau
- 1972 : Quartier de femmes (Los amantes de la isla del diablo) de Jesús Franco
- 1972 : Ton Vice est une chambre close dont moi seul ai la clé ( Il tuo vizio è una stanza chiusa e solo io ne ho la chiave)  de Sergio Martino
- 1972 : Shanghaï Joe (Il mio nom è Shangai Joe) de Mario Caiano
- 1972 : Exorcisme tragique (Un bianco vestito per Marialé) de Romano Scavolini
- 1972 : Quel gran pezzo dell'Ubalda tutta nuda e tutta calda de Mariano Laurenti
- 1973 : Une journée bien remplie de Jean-LouisTrintignant
- 1973 : Une vierge chez les morts-vivants (Une virgen en casa de los muertos vivientes) de Jesús Franco
- 1973 : Défense de savoir de Nadine Trintignant
- 1974 : Dix petits nègres de Peter Collinson
- 1975 : Gatti rossi in un labirinto di vetro de Umberto Lenzi
- 1975 : Un flic hors la loi (L'uomo della strada fa giustizia) de Umberto Lenzi
- 1975 : Chats rouges dans un labyrinthe de verre (Gatti rossi in un labirinto di vetro) d'Umberto Lenzi
- 1975 : Due Magnum .38 per una città di carogne de Mario Pinzauti
- 1975 : Lettere dal fronte de Vittorio Schiraldi (documentaire)
- 1976 : Maestro di violino de Giovanni Fago
- 1979 : Caligula de Tinto Brass
- 1979 : To hamogelo tis Pythias de Sergio Bergonzelli et Soulis Georgiades (as Soulis Georgiadis)
- 1979 : Le Manteau d'astrakan (Il cappotto di Astrakan) de Marco Vicario

#### Années 1980
- 1983 : À la poursuite de l'étoile (Camminacammina) de Ermanno Olmi
- 1985 : Passaporto segnalato de Sergio Martino
- 1987 : L'ingranaggio de Silverio Blasi
- 1988 : Racconti di donne d'Andrea Bianchi (as Andrew White)
- 1988 : Pigmalione 88 de Flavio Mogherini
- 1988 : Buckeye and Blue de J.C. Compton

#### Années 1990
- 1991 : À la poursuite de Barbara de Jesús Franco
- 1991 : Le perversioni degli angeli d'Andrea Bianchi

### Télévision
- 1979 : La dama dei veleni, mini-série de Silverio Blasi
- 1984 : Le Vignoble des maudits (La vigna di uve nere) de Sandro Bolchi (film TV)
- 1988 : La coscienza di Zeno de Sandro Bolchi (film TV)